# 石田晴香
石田 晴香（いしだ はるか、1993年12月2日 - ）は、日本の女優、声優、タレントであり、女性アイドルグループAKB48およびその派生ユニットの元メンバーである。石田は埼玉県出身。2007年にAKB48の第7期研究生として加入し、2008年に正規メンバーに昇格した。ホリプロ所属。

## 略歴
2007年
- 10月6日『AKB48 第二回研究生（5期生）オーディション』に合格[注 1][4][5]。

2009年
- 8月23日に開催された『読売新聞創刊135周年記念コンサートAKB104選抜メンバー組閣祭り』の夜公演において、同年10月よりチームBメンバーに昇格することが発表されたが[6]、約1年延期された。そのため、昇格には当時最遅の合格日から起算して2年8か月を要している[注 2]。

2010年
- 5月21日、チームBへ正式に昇格した。
- 6月に開票された『AKB48 17thシングル 選抜総選挙「母さんに誓って、ガチです」』では27位で、アンダーガールズ入りを果たした[7]。
- 7月、宮崎美穂、仁藤萌乃、佐藤すみれとともにユニット「ナットウエンジェルZ」を結成[8]。
- 9月21日に日本武道館で開催された『AKB48 19thシングル選抜じゃんけん大会』では2位で、初の選抜メンバー・サブセンター[9]・メディア選抜入りを果たした。

2011年
- 11月14日、『環境超人エコガインダーOX』に悪のヒロインでの出演が決定[10]。
- 12月13日に開催されたテレビアニメ『AKB0048』声優公開オーディションに合格し、声優選抜入りを果たした[11]。

2012年
- 3月2日、Google+の秋元康の投稿において「ぐぐたす選抜」入りが発表される。3月5日の立ち位置の発表では5月23日発売の26thシングル「真夏のSounds good !」のカップリング曲「ぐぐたすの空」においてセンターポジションを務めることが明らかになる[12]。
- 4月26日、『AKB0048』声優選抜メンバー9名による新ユニット「NO NAME」の結成が発表される。同作の主題歌「希望について」と「夢は何度も生まれ変わる」を歌う[13]。
- 5月から6月にかけて実施された『AKB48 27thシングル 選抜総選挙』では50位で、フューチャーガールズ入りを果たした[14]。

2013年
- 3月13日 - 24日、博品館劇場において上演されたニコニコミュージカル第10弾・音樂劇『千本桜』で、ヒロインの初音未來役を務める[15]。
- 5月から6月にかけて実施された『AKB48 32ndシングル 選抜総選挙』では46位で、ネクストガールズ入りを果たした[16]。

2014年
- 2月24日、Zepp DiverCityで開催された「AKB48グループ大組閣祭り」において、チームKへの異動が発表される[17]。
- 4月24日、チームKへ異動。
- 5月から6月にかけて実施された『AKB48 37thシングル 選抜総選挙』では57位で、フューチャーガールズ入りを果たした[18]。

2015年
- 5月から6月にかけて実施された『AKB48 41stシングル 選抜総選挙』では71位で、アップカミングガールズ入りを果たした[19]。

2016年
- 3月30日、AKB48劇場で行われたチームK公演（昼公演）でグループからの卒業を発表[20]。
- 4月29日、卒業公演が5月17日に行われることと6月5日にパシフィコ横浜で開催される「君はメロディー」劇場盤発売記念大握手会が、参加する最後のAKB48握手会となることが、AKB48オフィシャルブログで発表される[21]。6月5日、AKB48としての活動を終了[22]。

2022年
- 6月20日、元AKB48の鈴木まりや、岡田彩花を含む7人で構成されているアイドルユニット「SAISON」に同じく元AKB48の野中美郷と共に加入すると発表。SAISONは2021年11月にデビュー、1年間限定で活動する予定のユニットである。石田と野中の加入によって9人体制となる[23]。

2023年
- 1月28日、SAISONとして活動終了[24]。
- 11月1日、講談社のミステリー本認知施策『ミステリーライブラリー』に参加。
- 11月25日、自身初の生誕記念バスツアーを開催。

2024年
- 5月2日、LIVERTINE AGEからコラボ商品（半袖Tシャル、ZIPパーカー、ジョガーパンツ、キャップ）を期間限定販売。
- 7月29日、一般男性と結婚したことを自身のX（旧・Twitter）を通じて発表した[25][26]。

## 人物
- キャッチフレーズは2012年11月の新体制移行後のチームBでは「Haru CAN『Do it』」[27]。
- 気が強く、サバサバした性格[27]。 負けず嫌いである。『AKB48 東京秋祭り』で内田とじゃんけん対決をする余興では真っ先にリベンジを申し出る[28]などのエピソードがある。
- 特技は7年間続けた柔道[1]。肺活量がある。
- AKB48に入る前は、ブラインドに引っ掛けるだけで肩を脱臼するなど、手足は常に折れていたのではないか、というほど脆かった。休日になると具合が悪くなることもあった[29]。
- ニコニコ動画を好む。雑誌『EX大衆』2011年3月号（双葉社）の記事「AKB48石田晴香が教えちゃう! はじめてのニコニコ動画ガイドをやってみた」にオールカラーで3ページにわたって登場した[30]。
- 表現力のあるダンスが評価されている[12]。

## ディスコグラフィ

### AKB48在籍時の参加楽曲

#### シングルCD選抜楽曲
AKB48名義
- 「大声ダイヤモンド」に収録
  - 大声ダイヤモンド（チーム研究生 ver.)
- 「RIVER」に収録
  - 君のことが好きだから - 「アンダーガールズ」名義
- 「ポニーテールとシュシュ」に収録
  - 僕のYELL - 「シアターガールズ」名義
- 「ヘビーローテーション」に収録
  - 涙のシーソーゲーム - 「アンダーガールズ」名義
  - 野菜シスターズ - 「野菜シスターズ」名義
- 「Beginner」に収録
  - 僕だけのvalue - 「アンダーガールズ」名義
- チャンスの順番
  - ラブ・ジャンプ - 「チームB」名義
- 「桜の木になろう」に収録
  - 偶然の十字路 - 「アンダーガールズ」名義
- 「Everyday、カチューシャ」に収録
  - 人の力 - 「アンダーガールズ」名義
- 「風は吹いている」に収録
  - 君の背中 - 「アンダーガールズ」名義
- 「上からマリコ」に収録
  - 呼び捨てファンタジー - 「チームB」名義
- 「GIVE ME FIVE!」に収録
  - ユングやフロイトの場合 - 「スペシャルガールズC」名義
- 「真夏のSounds good !」に収録
  - ぐぐたすの空
- 「ギンガムチェック」に収録
  - Show fight! - 「フューチャーガールズ」名義
- 「UZA」に収録
  - 正義の味方じゃないヒーロー - 「Team B」名義
- 「永遠プレッシャー」に収録
  - 私たちのReason
- 「So long !」に収録
  - そこで犬のうんち踏んじゃうかね? - 「梅田TeamB」名義
- 「さよならクロール」に収録
  - ロマンス拳銃 - 「Team B」名義
- 「恋するフォーチュンクッキー」に収録
  - 今度こそエクスタシー - 「ネクストガールズ」名義
- 「ハート・エレキ」に収録
  - Tiny T-shirt - 「Team B」名義
- 「前しか向かねえ」に収録
  - 恋とか…
- 「ラブラドール・レトリバー」に収録
  - 愛しきライバル - 「Team K」名義
- 「心のプラカード」に収録
  - 性格が悪い女の子 - 「フューチャーガールズ」名義
- 「希望的リフレイン」に収録
  - 初めてのドライブ - 「Team K」名義
  - 歌いたい - 「かとれあ組」名義
  - Reborn - 「チームサプライズ」名義
- 「ハロウィン・ナイト」に収録
  - 君だけが秋めいていた - 「アップカミングガールズ」名義
- 「唇にBe My Baby」に収録
  - お姉さんの独り言 - 「Team K」名義
- 「翼はいらない」に収録
  - 哀愁のトランペッター - 「Team K」名義

ナットウエンジェルZ名義
- ナットウマン

#### アルバムCD選抜楽曲
- 『神曲たち』に収録
  - 君と虹と太陽と
- 『SET LIST〜グレイテストソングス〜完全盤』に収録
  - あなたがいてくれたから
- 『ここにいたこと』に収録
  - 恋愛サーカス - 「チームB」名義
  - ここにいたこと - 「AKB48+SKE48+SDN48+NMB48」名義
- 『1830m』に収録
  - ノーカン - 「チームB」名義
  - ぐ〜ぐ〜おなか
  - 青空よ 寂しくないか? - 「AKB48+SKE48+NMB48+HKT48」名義
- 『次の足跡』に収録
  - 悲しき近距離恋愛 - 「Team B」名義
- 『ここがロドスだ、ここで跳べ!』に収録
  - Conveyor - 「横山Team K」名義
- 『0と1の間』に収録
  - 愛の使者 - 「Team K」名義

#### 未音源化曲
- ありふれた愛（GREE「AKB48 ステージファイター」CMソング）

AKB48 チームサプライズ名義
勝利の女神公演
- ヘビーローテーション
- AKBフェスティバル

誇りの丘公演
- 誇りの丘

#### その他の参加楽曲
- シングルCD「Dear J」（2011年1月26日、「板野友美」名義）に収録
  - ツンデレ!

#### 劇場公演ユニット曲
チームB 3rd Stage「パジャマドライブ」公演
- 天使のしっぽ（多田愛佳のアンダー）

チームA 4th Stage「ただいま恋愛中」リバイバル公演
- 7時12分の初恋（内田眞由美とともに大江朝美のアンダー）

研究生「ただいま恋愛中」公演
- 7時12分の初恋（内田眞由美とのダブルアンダー）
- Faint（中西優香のSKE48移籍後）

チームA 5th Stage「恋愛禁止条例」公演
- 黒い天使（小嶋陽菜休演時に高城亜樹のアンダー）
- ツンデレ!（板野友美のアンダー）

研究生「アイドルの夜明け」公演
- 天国野郎

チームB 4th Stage「アイドルの夜明け」公演
- 片思いの対角線（バックダンサー）
- 天国野郎 （仲谷明香のアンダー）

チームK 5th Stage「逆上がり」公演
- 愛の色（成瀬理沙のアンダー、成瀬卒業後はレギュラーポジション）

THEATRE G-ROSSO「夢を死なせるわけにいかない」公演
- Bye Bye Bye（峯岸みなみ・平嶋夏海のアンダー）

チームB 5th Stage「シアターの女神」公演
- ロッカールームボーイ
- 初恋よ こんにちは （渡辺麻友のユニットアンダー）

梅田チームB ウェイティング公演
- ごめんね ジュエル（チームK 4th Stage「最終ベルが鳴る」、増田有華のポジション）
- 君のc/w （チームサプライズ 「重力シンパシー」公演、渡辺麻友のポジション、島崎遥香のアンダー）

チームK 7th Stage「RESET」公演
- 心の端のソファー

田原総一朗「ド〜なる?!ド〜する?!AKB48」公演
- Bye Bye Bye（ひまわり組 2nd Stage「夢を死なせるわけにいかない」公演 峯岸みなみのポジション[注 3]）

 チームK 8th Stage「最終ベルが鳴る」公演
- ごめんね ジュエル（田野優花のアンダー）
- 22人姉妹の歌（峯岸みなみのアンダー）
- 初恋泥棒（篠崎彩奈のアンダー）

### キャラクターソング
| 発売日   | 商品名                                                | 歌 | 楽曲                                     | 備考                                                              |
| 2017年   | 2017年                                                | 2017年 | 2017年                                   | 2017年                                                            |
| -------- | ----------------------------------------------------- | --- | ---------------------------------------- | ----------------------------------------------------------------- |
| 8月2日   | 情熱☆フルーツ                                         | トキメキ感謝祭 | 「情熱☆フルーツ」                        | テレビアニメ『アクションヒロイン チアフルーツ』オープニングテーマ |
| 9月6日   | フルーツバスケット 〜赤来杏、青山勇気、紫村果音〜     | 青山勇気（石田晴香） | 「紡いでくメモリー」                     | テレビアニメ『アクションヒロイン チアフルーツ』挿入歌             |
| 9月6日   | フルーツバスケット 〜赤来杏、青山勇気、紫村果音〜     | トキメキ感謝祭 featuring 青山勇気（石田晴香）、緑川末那（広瀬ゆうき）、紫村果音（白石晴香）                                               | 「陽の当たる場所（Yūki Main Version）」  | テレビアニメ『アクションヒロイン チアフルーツ』エンディングテーマ |
| 9月27日  | フルーツバスケット 〜黄瀬美甘、緑川末那、桃井はつり〜 | トキメキ感謝祭 featuring 緑川末那（広瀬ゆうき）、赤来杏（伊藤美来）、青山勇気（石田晴香）、桃井はつり（豊田萌絵）                         | 「陽の当たる場所（Mana Main Version）」  | テレビアニメ『アクションヒロイン チアフルーツ』エンディングテーマ |
| 10月18日 | フルーツバスケット 〜城ヶ根御前、黒酒路子、青山元気〜 | トキメキ感謝祭 featuring 青山元気（石田晴香）、城ヶ根御前（M・A・O）桃井はつり（豊田萌絵）                                                | 「陽の当たる場所（Genki Main Version）」 | テレビアニメ『アクションヒロイン チアフルーツ』エンディングテーマ |
| 10月18日 | フルーツバスケット 〜城ヶ根御前、黒酒路子、青山元気〜 | トキメキ感謝祭 featuring 赤来杏（伊藤美来）、黄瀬美甘（山崎エリイ）、緑川末那（広瀬ゆうき）、青山勇気（石田晴香）、桃井はつり（豊田萌絵） | 「陽の当たる場所（Hinanectar Version）」 | テレビアニメ『アクションヒロイン チアフルーツ』エンディングテーマ |
| 10月18日 | フルーツバスケット 〜城ヶ根御前、黒酒路子、青山元気〜 | トキメキ感謝祭 | 「陽の当たる場所（Special Version）」    | テレビアニメ『アクションヒロイン チアフルーツ』エンディングテーマ |
| 10月18日 | フルーツバスケット 〜城ヶ根御前、黒酒路子、青山元気〜 | 青山勇気・青山元気（石田晴香） | 「ハッピー♡Summer Girl」                 | テレビアニメ『アクションヒロイン チアフルーツ』挿入歌             |
| 11月8日  | アクションヒロイン チアフルーツ BD第2巻特典CD         | トキメキ感謝祭 | 「LOVE DIVE」                            | テレビアニメ『アクションヒロイン チアフルーツ』挿入歌             |
| 2018年   |                                                       | |                                          |                                                                   |
| 2月28日  | Wonderland Wars Cast Song                             | シレネッタ（石田晴香） | 「splash my melody」                     | ゲーム『Wonderland Wars』関連曲                                   |
| 2024年   |                                                       | |                                          |                                                                   |
| 6月26日  | ホワイトノイズ                                        | 一文字リツ(CV:藪根依泉、歌唱:石田晴香) | 「月の波紋」                             | ゲーム『ディライズ ラストメモリーズ』関連曲                       |

## 出演
※太字はメインキャラクター。

### テレビアニメ
2012年
- AKB0048（2012年 - 2013年、東雲彼方、護、アナウンサー、巫女A） - 2シリーズ
- ポヨポヨ観察日記 - 複数キャラボイス

2014年
- ノブナガ・ザ・フール（ツェペッシュ・ビアンキ）

2015年
- パンパカパンツ おNEW!（ハルカ）

2017年
- ナナマル サンバツ（保坂）
- アクションヒロイン チアフルーツ（青山勇気、青山元気）

2019年
- 臨死!!江古田ちゃん（江古田ちゃん〈第1話〉）

### OVA
- ナゾトキ姫は名探偵♥（2012年、海路聡子） - 『ちゃお』9月号DVD

### Webアニメ
- 地獄ようちえん（2013年、さくらちゃん）
- ゼノンザード THE ANIMATION（2020年、女子生徒A）
- Artiswitch（2021年、サキ[35][36]）

### ゲーム
2011年
- シュヴァリエ サーガ タクティクス（ナビゲーター）

2014年
- ロボクラ！〜跳べ！ 高尾之峰高校 体育会女子ロボット部〜（山羊山メイ）

2015年
- Wonderland Wars（シレネッタ、メロウ）

2016年
- ブレイブリークロニクル（リビティナ、リリシア）

2017年
- ニューダンガンロンパV3 みんなのコロシアイ新学期（入間美兎）

### ドラマCD
- Wonderland Wars Side Story 第2章（2017年、シレネッタ、メロウ[43]）

### テレビドラマ
- マジすか学園 第11話・最終話（2010年3月19日・26日、テレビ東京） - ハルカ 役
- マジすか学園2 最終話（2011年7月1日、テレビ東京） - はるか 役
- 環境超人エコガインダーOX（2012年1月13日 - 3月16日、キッズステーション） - イラネイヤ 役[44]
- So long !  第3夜（2013年2月13日、日本テレビ）

### バラエティ
- サタデーナイトチャイルドマシーン （2013年4月13日 - 6月29日、日本テレビ）
- 全力!ネットユーザーつくり場〜集まれ!ドリームクリエイター〜（2013年10月6日 - 2014年3月30日、テレビ東京）
- 水曜夜のエンターテイメントバトル エンタX（2018年1月10日 - 31日、テレビ東京） - ゲストコメンテーター

### その他のテレビ番組
- ドリームクリエイター（2011年12月22日[注 4] - 2012年3月22日：準レギュラー、2012年7月 - 2013年9月25日：スタジオMC、テレビ東京）
- ハーフタイム（2013年4月11日 - 9月26日、TOKYO MX） - 木曜リポーター[注 5]
- 『アクションヒロインチアフルーツ』 生放送スペシャル！（2023年10月29日、AT-X） - 第二部ゲスト
- 二次元領域拡大通信（2023年11月2日・12月1日・2024年1月5日、BSフジ） - 推し活グッズ開発部 企画担当

### ラジオ
- ゴチャ・まぜっ!火曜日（2013年4月16日 - 2014年3月25日、MBSラジオ）
- 石田晴香（AKB48）、App Bankの“スマホ Cafe Radio”（2013年5月6日 - 9月30日、TOKYO FM）[45]
- 剣と魔法のログレスラジオ（2015年1月4日 - 3月29日、文化放送） - パーソナリティー[46]

### 舞台
- ニコニコミュージカル 第10弾「千本桜」（2013年3月13日 - 20日・22日 - 24日、銀座博品館劇場） - ヒロイン・初音未來 役[47]
- 朗読劇「しっぽのなかまたち3」（2013年11月19日・20日・22日、天王洲 銀河劇場）
- ダンガンロンパ THE STAGE 〜希望の学園と絶望の高校生〜
  - 2014年公演（2014年10月29日 - 11月3日、日本青年館 大ホール） - 不二咲千尋 役[注 6][48][49]
  - 2016年公演（2016年6月16日 - 26日、Zeppブルーシアター六本木 / 7月1日・2日、東海市芸術劇場 大ホール / 7月7日 - 10日、サンケイホールブリーゼ / 7月15日・16日、関内ホール 大ホール） - 不二咲千尋 役[注 7][50]
- 音楽朗読劇「幸せは蒼穹の果てに」（2015年4月9日・10日、草月ホール） - 主人公・ジェイン・エア（少女時代） 役[51]
- 朗読劇「しっぽのなかまたち4」（2015年8月15日 - 23日、全労済ホール／スペース・ゼロ）
- Flying Trip Vol.11「春蝉の声、なお遠く」（2016年8月24日 - 28日、CBGKシブゲキ!!） - 財前瞳 役[52]
- 裁判長！ここは懲役4年でどうすか2016（2016年10月19日 - 23日、全労済ホール／スペース・ゼロ） - 勝村日向 役[53]
- SAKURA -JAPAN IN THE BOX-（2016年11月14日 - 、明治座） - MIYABI 役[54]
- 音楽朗読劇「ジキルVSハイド」（2018年3月21日 、TOKYO FM HALL） - マリー 役[55]
- 朗読劇「いつもの帰り道」（2020年3月12日 - 15日、池袋HUMAX） - 百田由季 役[56]
- 朗読劇 合同会社KDP「READING LIVE DREAM 〜2020 in August〜」（2020年8月5日 - 16日、上野ストアハウス） - 西南 役（みなみとのダブルキャスト）[57][注 8][58]
- 朗読劇「星と光の旅」（2021年7月3日、R’sアートコート） - 主演・星（セイ） 役[59]
- マーダーミステリーシアター「殺意の代償」（2025年3月13日、品川プリンスホテル クラブeX）[60]

### ネット配信
- 石田晴香&アメザリ柳原のニコニコクリエイティ部!（2011年5月31日 - 10月4日、ニコニコ動画）
- シュヴァリエ サーガ タクティクス オフィシャルナビゲーター 石田晴香のはるCanどぅいっと!（2011年9月16日 - 、ハンゲーム）
- 第4回 動画アワード（2012年7月7日、ニコニコ生放送）
- 水曜ニコラジ（2012年8月29日、ニコニコ生放送）
- 古坂大魔王のカツアゲ!（2012年11月27日、AmebaStudio）
- AKB0048 突撃！ゲリラ・チャンネル（2012年12月9日、ニコニコ生放送）
- AKB48石田晴香 プレミアム放送！（2012年 - 、AmebaStudio）
- 椎名慶治と石田晴香の教えてほシイナ☆（2012年 - 、AmebaStudio） - MC
- 10年やってもいいですか？地獄ようちえん＠ニコ生大放送 （2012年 - 、ニコニコ生放送） - MC
- 【niconico×アメスタ コラボレーション】「音樂劇 千本桜」 公演中報告会 （2013年3月17日、ニコニコ生放送・AmebaStudio）
- 清家捜査官の謎解きチャレンジ![注 9]（2013年、YouTube） - 川畑愛可 役
- ネル＆ビアンキの「ニコ生・ザ・フール」[61]（2014年2月3日 - 、ニコニコ生放送） - MC
- ゲーム実況バラエティ ハンゲームライブ（2014年3月13日 - 2015年10月22日 不定期出演、ニコニコ生放送）
- 剣と魔法のログレスラジオ ニコ生出張特番[62] （2015年3月13日、ニコニコ生放送） - MC
- WEBドラマ『うどん先生』 第4話・第5話・第9話（2015年、YouTube） - うどん屋の客 役
- ホリだせ！絶品メニュー（仮）（2015年7月2日 - 2016年3月18日、YouTube）
- はるきゃん&コットンの∞(まるまる)推し（2016年3月3日 - 、ニコニコ生放送・AbemaTVFRESH）
- トキメキ感謝祭のトキメキチャレンジ！（2017年3月1日 - 、YouTube）
- もこうの時間　(2021年4月20日、OPENREC.tv)  - MC
- 二ノ国：Cross Worlds
  - ニノクロ公式放送（2021年7月6日 - 、YouTube）
- 大人達の林間学校 〜キャンプ場ロケ!〜　(2022年1月20日、OPENREC.tv) - MC
- 千年戦争アイギス
  - 石田晴香の0から始まる王子生活（2023年3月3日 - 11月10日、YouTube）
  - 石田晴香の0から始まる王子生活2（2024年3月25日 - 、YouTube）
  - 10周年記念　特大生放送SP！！（2023年11月19日、YouTube・ニコニコ生放送）
  - 11年目も全力SP！！（2024年2月24日、YouTube・ニコニコ生放送）
  - 10.5周年記念SP！！（2024年5月12日、YouTube・ニコニコ生放送）
- 配信者ハイパーゲーム大会 (アシスタントMC、2023年3月25日・26日、OPENREC.tv)
- ほんとはヤバい平安ワールド ～「光る君へ」がもっと面白くなる（2024年1月22日 - 、ポッドキャスト）
- 【ハイパードラフト会議】第2回 配信者ハイパーゲーム大会（2024年3月8日、OPENREC.tv）
- 第2回配信者ハイパーゲーム大会 (アシスタントMC、2024年3月16日・17日、OPENREC.tv)
- ネット説明会@ニコニコ超会議2023『パイロットになるには？海上自衛隊編』（2023年4月23日、ニコニコ生放送）
- 超探偵事件簿 レインコード
  - ファミ通×電撃（ほぼ）週刊『レインコード』通信【第1回】（2023年4月28日、YouTube）
  - ファミ通×電撃（ほぼ）週刊『レインコード』通信【第8回】（2023年6月30日、YouTube）
- 電撃ゲームライブ #107 2023夏SP第2夜（2023年7月28日、YouTube）

### CM・広報
- シムズ・ポケット（2018年8月22日 - 、エレクトロニック・アーツ） - アンバサダー[63]
- バーチャルライブ配信アプリ『REALITY』（2023年5月4日 - 、インターネット広告）
- ミスアキバ2024 声優オーディションSPECIAL（2023年7月8日・9日・20日、TOKYO MX）
- 講談社『ミステリーライブラリー』（2023年11月1日 - 、ミステリー本の認知施策、Instagram、TikTok）

### イベント
- 春のXbox 360祭り （2010年5月15日、ベルサール秋葉原）
- ♥サマーパーティー♥ホリプロ50周年記念!!及びBS-TBS開局10周年記念アイドル50人大集合!!（2010年8月24日、赤坂BLITZ）
- JNN・JRN 絆プロジェクト（2011年4月2日、赤坂サカス） - 佐藤すみれ、仁藤萌乃、宮崎美穂と共に参加[64]
- パタポン祭 フェスタ（2011年8月13日、秋葉原UDX アキバ・スクエア）
- 石田晴香の苦手克服ラジオ“Haru CAN Do it 私はできる!”（2012年4月5日、AKB48 CAFE&SHOP AKIHABARA シアターエリア）
- 「AKB0048」アニメ放送開始記念 1話ディレクターズカット＆2話先行上映会  （2012年4月29日、新宿バルト9）
- AKB0048 NO NAME FIRST KILALIVE （2013年2月17日、幕張メッセ 国際展示場8ホール）
- アニメ コンテンツ エキスポ 2013（2013年3月31日、幕張メッセ）
- ホリだしもの（仮）
  - vol.1〜私たちは撤退しません〜（2013年8月29日、TOKYO FM HALL）
  - Vol.2〜じゃんけんはすみませんでした〜（2013年12月14日、ラフォーレミュージアム六本木）
  - Vol.3〜ついに増税である〜（2014年6月27日、渋谷区文化総合センター大和田 さくらホール）
  - Vol.4〜「豆の日」「チョコの日」あなたはどっち!?〜（2015年2月3日・4日、天王洲銀河劇場）
  - Vol.5〜みゃおって本当に推されてるの!?〜（2016年3月16日、シアターGロッソ）[65]
- 東日本復興支援チャリティコンサート「Song for you 2013」（2013年12月25日、天王洲 銀河劇場）
- “ざっくぅLOVE” スペシャルトークショー（2015年5月24日、東京スカイツリータウン J:COM Wonder Studio）
- 「パンパカパンツ おNEW！」声優出演記念 一日店長イベント（2015年8月30日、キデイランド原宿店）[66]
- “ざっくぅLOVE” ZAQ STORE1日店長（2015年9月20日、東京スカイツリータウン J:COM Wonder Studio）[67]
- 池袋シネマチ祭（2015年11月6日 - 8日、中池袋公園 他） - 広報大使[68]
- ホリNS歌謡祭2023（2023年2月7日、山野ホール）
- ニコニコ超会議2023 自衛隊ブース（MC、2023年4月29日・30日、幕張メッセ）
- Hiroko Tokumine Collection Show 2023（2023年6月10日、新宿・バトゥール東京）
- MIYAZAKI MIHO 30th Birthday Fan Meeting "TALK&LIVE"（2023年8月26日、ライブハウス新宿21世紀）
- ミスアキバ2024 声優オーディションSPECIAL（2023年12月8日、神田明神ホール） - 審査員
- Girls Talk Event「GIRLS DAYS」2024（2024年2月11日、赤羽ReNY）
- MIYAZAKI MIHO Early Spring Fan Meeting 2024（2024年3月24日、SUPERNOVA KAWASAKI『BOX』）
- AI x Web3ショートアニメコンテスト「Prince JAM!」（2024年7月5日、京都パルスプラザ3F 稲盛ホール） - 司会進行

### ライブイベント
- 野中美郷生誕祭2023（2023年4月20日、新宿ReNY）
- 林あやの&竹井玲那合同生誕祭（2023年5月31日、新宿ReNY）
- 熊本美和 Birthday Live2023（2023年5月10日、SHINAGAWA J-SQUARE）
- 錦織めぐみ生誕祭2023（2023年7月8日、新宿アイドルステージ）
- 愛迫みゆ引退式ーごめんねよりありがとうー（2023年8月15日、THE GRAND HALL）
- 米山穂香生誕祭2023（2023年11月29日、渋谷WWW）
- 江﨑葵生誕祭2023（2023年12月14日、新宿ReNY）
- 野中美郷生誕祭2024（2024年4月18日、新宿ReNY）
- 林あやの生誕祭2024（2024年5月30日、新宿ReNY）

## 書籍

### カレンダー
- 石田晴香 2012年カレンダー（2011年11月19日、ハゴロモ）
- 卓上 石田晴香 2013年カレンダー（2012年12月7日、ハゴロモ）
- 卓上 石田晴香 2014年カレンダー（2013年12月6日、ハゴロモ）
- 石田晴香卓上カレンダー 2017.4-2018.3（2017年3月、ホリプロ）

### マガジン
- あきかる「はるきゃんのコンカフェ巡り」[69]（2017年1月1日 - 2018年3月1日 、株式会社あきPro.）